# Вън от ЕС и НАТО
„Вън от ЕС и НАТО“ е политическа коалиция в България. Тя е основана за общо участие на предсрочните парламентарни избори през 2023 г. на партиите „България на труда и разума“, „Кой“, „Нация“, „Подем“ и „Българска работническо-селска партия“. Представлявана е от Георги Манолов, Кирил Гумнеров и Светозар Съев. Чрез проведен жребий на 1 март 2023 г. Централната избирателна комисия определя коалицията да участва на изборите с №21.

## Вижте още
- Списък на политическите коалиции в България